# London Town
London Town es el sexto álbum de estudio de la banda británica Wings, lanzado el 31 de marzo de 1978 por Parlophone.
Las largas sesiones de grabación, que se extendieron a lo largo de un año, dieron lugar a la baja de dos miembros de Wings, el nacimiento del tercer hijo de Paul, James McCartney, y la publicación de «Mull of Kintyre», el sencillo con más ventas de la historia de Gran Bretaña.
Tras su publicación, London Town obtuvo un éxito comercial moderado, cerrando la lista de cinco números uno consecutivos en Estados Unidos entre la publicación de Red Rose Speedway y Wings Over America. No obstante, el álbum fue certificado disco de platino por RIAA en Estados Unidos y disco de oro en Gran Bretaña por la British Phonographic Industry. 

## Historia
Tras el apogeo comercial de Wings at the Speed of Sound en 1976 y el buen recibimiento de la primera gira de McCartney por Norteamérica en diez años, Paul McCartney planeó hacer de 1977 un año similar. No obstante, el proyecto no funcionó como estaba previsto.
Las sesiones de grabación de London Town comenzaron en los Estudios Abbey Road en febrero de 1977 y continuaron durante un mes. El plan de una nueva gira por Estados Unidos se vio truncado por el tercer embarazo de Linda McCartney: la primera hija de la pareja, Mary, había nacido en 1969, y Stella McCartney apenas dos años después.
Con tiempo disponible y en busca de diferentes locales para grabar, el grupo encontró un barco llamado «Fair Carol» en las Islas Vírgenes, donde grabaron varias canciones en el mes de mayo. Reflejando el entorno náutico del estudio, el álbum llevó como título de trabajo Water Wings. A medida que el embarazo de Linda avanzaba, McCartney hizo una parada en las sesiones de grabación del álbum, salvo por la grabación en agosto de una canción llamada «Mull of Kintyre» y la finalización de otro tema titulado «Girl's School». «Mull of Kintyre» fue el único sencillo de Wings publicado en 1977. 
Antes de la publicación de «Mull of Kintyre» se produjeron dos bajas en Wings. Por una parte, el batería Joe English sintió nostalgia por regresar a su hogar y decidió volver a Estados Unidos, abandonando las sesiones. Por otra parte, Jimmy McCulloch dejó el grupo y se sumó a Small Faces en septiembre. Apenas dos años después, el 27 de septiembre de 1979, McCulloch fue hallado muerto por una sobredosis de heroína. Por segunda vez desde la grabación de Band on the Run en 1973, Wings quedaba reducido a un trío formado por los McCartney y el guitarrista Denny Laine. 
Tras el nacimiento del tercer hijo de los McCartney en noviembre, James, se publicó «Mull of Kintyre», que obtuvo un éxito comercial sin precedentes y se convirtió en el sencillo más vendido del Reino Unido, superando el récord establecido por The Beatles con «She Loves You». Aunque el número de ventas fue superado en 1984 por Band Aid, «Mull of Kintyre» es actualmente el cuarto sencillo mejor vendido en el Reino Unido y el primero en la lista de sencillos no benéficos.

## Recepción
London Town fue completado en enero de 1978 y precedido por el sencillo «With a Little Luck», que alcanzó el primer puesto en la lista estadounidense Billboard Hot 100. Publicado el 31 de marzo de 1978, el álbum incluye la canción «Girlfriend», versionada en 1979 por Michael Jackson en su álbum Off the Wall. 
London Town fue generalmente bien recibido por la prensa especializada y obtuvo un importante éxito comercial, alcanzando el puesto 4 en las listas de éxitos británicas y la segunda posición en la lista Billboard 200. Sin embargo, y a pesar de la fuerte entrada en las listas de discos más vendidos, su éxito fue moderado en comparación con trabajos anteriores de Wings como Wings at the Speed of Sound y Wings Over America, y otros dos sencillos extraídos del álbum, «I've Had Enough» y «London Town», se convirtieron en éxitos menores.
Aunque la llegada de nuevos estilos musicales como el punk y el cambio en la industria musical pudo contribuir a las bajas ventas de London Town, el álbum es considerado el final del pico creativo de Wings, y el comienzo de un menor impacto comercial en la carrera de McCartney.
El fracaso de «Mull of Kintyre» en Estados Unidos, que alcanzó el puesto 45 en la lista Hot Adult Contemporary Tracks y obtuvo unos resultados aún peores que su cara B, «Girl's School», con mayor difusión a través de la radio, disgustó a McCartney, que vio en ello una falta de implicación por parte de Capitol Records en la promoción de London Town. Con su contrato a punto de terminar, McCartney firmó con Columbia Records para la distribución de sus trabajos en Norteamérica, permaneciendo ligado a EMI a nivel mundial, hasta su vuelta a Capitol en 1984.

## Reediciones
En 1993, London Town fue remasterizado y reeditado en formato CD como parte de la serie The Paul McCartney Collection con dos temas extra: el sencillo «Mull of Kintyre» y su cara B, «Girl's School».

## Lista de canciones
Todas las canciones escritas y compuestas por Paul McCartney excepto donde se anota. 
| Cara A |                                        |                             |          |  |
| N.º    | Título                                 | Escritor(es)                | Duración |  |
| 1.     | «London Town»                          | Paul McCartney, Denny Laine | 4:10     |  |
| 2.     | «Cafe on the Left Bank»                |                             | 3:25     |  |
| 3.     | «I'm Carrying»                         |                             | 2:44     |  |
| 4.     | «Backwards Traveller»                  |                             | 1:09     |  |
| 5.     | «Cuff Link»                            |                             | 1:59     |  |
| 6.     | «Children Children» (Voz: Denny Laine) | Paul McCartney, Denny Laine | 2:22     |  |
| 7.     | «Girlfriend»                           |                             | 4:39     |  |
| 8.     | «I've Had Enough»                      |                             | 3:02     |  |

| Cara B |                                            |                             |          |  |
| N.º    | Título                                     | Escritor(es)                | Duración |  |
| 9.     | «With a Little Luck»                       |                             | 5:45     |  |
| 10.    | «Famous Groupies»                          |                             | 3:36     |  |
| 11.    | «Deliver Your Children» (Voz: Denny Laine) | Paul McCartney, Denny Laine | 4:17     |  |
| 12.    | «Name and Address»                         |                             | 3:07     |  |
| 13.    | «Don't Let It Bring You Down»              | Paul McCartney, Denny Laine | 4:34     |  |
| 14.    | «Morse Moose and the Grey Goose»           | Paul McCartney, Denny Laine | 6:25     |  |

| Temas extra (reedición de The Paul McCartney Collection) |                   |                             |          |  |
| N.º                                                      | Título            | Escritor(es)                | Duración |  |
| 15.                                                      | «Girls' School»   |                             | 4:38     |  |
| 16.                                                      | «Mull of Kintyre» | Paul McCartney, Denny Laine | 4:42     |  |

## Personal
Wings
- Paul McCartney: voz, bajo, batería, guitarras, violín, percusión y teclados
- Denny Laine: bajo, guitarras, teclados, percusión y coros.
- Linda McCartney: percusión, teclados y coros.
- Jimmy McCulloch: guitarras y percusión.
- Joe English: batería, coros, percusión y armónica.

## Posición en listas
| País           | Lista                   | Posición |
| -------------- | ----------------------- | -------- |
| Alemania       | Media Control Chart     | 6        |
| Australia      | ARIA Albums Chart       | 3        |
| Austria        | Ö3 Austria Top 40       | 4        |
| Canadá         | RPM Albums Chart        | 2        |
| España         | Spanish Albums Chart    | 9        |
| Estados Unidos | Billboard 200           | 2        |
| Francia        | SNEP Albums Chart       | 3        |
| Italia         | Italian Albums Chart    | 8        |
| Noruega        | Norwegian Top 40 Albums | 2        |
| Países Bajos   | Mega Albums Top 100     | 1        |
| Reino Unido    | UK Albums Chart         | 4        |
| Suecia         | Swedish Albums Chart    | 4        |

| Sencillo             | País           | Lista                     | Posición |
| -------------------- | -------------- | ------------------------- | -------- |
| «With a Little Luck» | Australia      | ARIA Singles Chart        | 11       |
| «With a Little Luck» | Canadá         | RPM Singles Chart         | 1        |
| «With a Little Luck» | Estados Unidos | Billboard Hot 100         | 1        |
| «With a Little Luck» | Estados Unidos | Adult Contemporary Tracks | 5        |
| «With a Little Luck» | Reino Unido    | UK Singles Chart          | 5        |
| «I've Had Enough»    | Canadá         | RPM Singles Chart         | 24       |
| «I've Had Enough»    | Estados Unidos | Billboard Hot 100         | 25       |
| «I've Had Enough»    | Reino Unido    | UK Singles Chart          | 42       |
| «London Town»        | Estados Unidos | Billboard Hot 100         | 39       |
| «London Town»        | Canadá         | RPM Singles Chart         | 32       |
| «London Town»        | Estados Unidos | Billboard Hot 100         | 39       |
| «London Town»        | Estados Unidos | Adult Contemporary Tracks | 17       |
| «London Town»        | Reino Unido    | UK Singles Chart          | 60       |

## Certificaciones
| Fecha                   | País           | Organismo certificador | Certificación | Ventas certificadas |
| ----------------------- | -------------- | ---------------------- | ------------- | ------------------- |
| 30 de marzo de 1978     | Estados Unidos | RIAA                   | Platino       | 1 000 000           |
| 19 de abril de 1978     | Reino Unido    | BPI                    | Oro           | 100 000             |
| 31 de diciembre de 1989 | Francia        | SNEP                   | Oro           | 265 000             |
| 1 de enero de 1990      | Alemania       | BVMI                   | Oro           | 250 000             |